# تاکاو نیشی‌یاما
تاکاو نیشی‌یاما (به انگلیسی: Takao Nishiyama) بازیکن فوتبال اهل ژاپن و عضو تیم ملی فوتبال ژاپن است که در تاریخ ۰۳ مارس ۱۹۶۴ میلادی اولین بازی ملی‌اش را انجام داد. او در ۱ بازی ملی حضور داشت و آخرین بازی ملی خود را در تاریخ ۳ مارس ۱۹۶۴ میلادی انجام داد. تاکاو نیشی‌یاما در بازی‌های ملی‌اش
گلی به ثمر نرساند.